# Ceratinoptera funebris
Ceratinoptera funebris är en kackerlacksart som först beskrevs av Robert Walter Campbell Shelford 1913.  Ceratinoptera funebris ingår i släktet Ceratinoptera och familjen småkackerlackor.
Artens utbredningsområde är Peru. Inga underarter finns listade i Catalogue of Life.